# جيرزي ميشالسكي
جيرزي ميشالسكي (بالبولندية: Jerzy Michalski)‏ هو مؤرخ بولندي، ولد في 9 أبريل 1924، وتوفي في 26 فبراير 2007.